# Muwaffaq Salti Air Base

i7
i11
i13
Muwaffaq Salti Air Base (arabisch قاعدة الشهيد موفق السلطي الجوية - الازرق, DMG Qāʿidat aš-Šahīd Muwaffaq as-Salṭī al-ǧawwiyya - al-Azraq, englisch Al-Azraq Air Base, ICAO-Code: OJMS) ist ein Stützpunkt der Royal Jordanian Air Force (RJAF) bei al-Azraq, rund 100 km östlich von Amman. Die Bundeswehr nutzt den Flugplatz im Rahmen der Operation Inherent Resolve zusammen mit den USA und den Niederlanden. Muwaffaq Salti Air Base ist das Zentrum des Einsatzes nach dem Umzug von der Incirlik Air Base (Türkei). Seit dem 9. Juli 2017 ist dort ein Tankflugzeug vom Typ Airbus A310 MRTT der Flugbereitschaft des Bundesministeriums der Verteidigung stationiert, am 4. Oktober 2017 verlegten vier Aufklärungsflugzeuge vom Typ Panavia Tornado auf die Muwaffaq Salti Air Base.

## Geschichte
Im Jahr 1918, während des Ersten Weltkriegs, nutzte T. E. Lawrence (auch bekannt als Lawrence von Arabien) die historische Burg in al-Azraq und die Ebenen an diesem Ort als Basis für die Landung der Flugzeuge, die die Armee nach Norden in Richtung Syrien unterstützten. Die Hauptqualitäten des Gebietes waren seine gute Sicht und das gute Flugwetter.
Im Jahr 1976 wurde das Gebiet von der Royal Jordanian Air Force für einen neuen Hauptflughafen ausgewählt. Im selben Jahr begann der Bau und im November 1980 wurden dort die Nr. 1 (Northrop F-5A/B Freedom Fighters) und die Nr. 11 Staffeln (F-5E/F Tiger II) eingesetzt.
Die offizielle Eröffnung des Flugplatzes erfolgte am 24. Mai 1981. Er wurde nach Leutnant Muwaffaq Badr as-Salti benannt, der am 13. November 1966 in der Schlacht bei Samou im Kampf mit der Israelischen Luftwaffe ums Leben kam und als Märtyrer verehrt wird. Hier befanden sich zunächst die Geschwader Nr. 1 und 25 Mirage. Zwischen 1997 und 2007 waren hier alle Mirage-Staffeln stationiert.
Zwischen Oktober 2014 und Juli 2015 setzten die Belgischen Luftstreitkräfte sechs Lockheed Martin F-16AM Fighting Falcon auch hier unter der Operation Desert Falcon (später Operation Inherent Resolve) wegen der militärischen Intervention gegen den Islamischen Staat im Irak und der Levante ein.

## Aktuelle Nutzung
Seit 1997 sind dort die Geschwader Nr. 1 und 2 (General Dynamics F-16 Fighting Falcon) stationiert.
Die amerikanische Regierung hat dort aufgrund der militärischen Intervention gegen den Islamischen Staat auch verschiedene Flugzeuge eingesetzt. Die Basis soll mehrere MQ-9-Reaper-Drohnen beherbergen, dies lässt sich auf Satellitenbildern erkennen. Die Basis wird teilweise von der 407th Air Expeditionary Group der Jordanischen Luftstreitkräfte betrieben.

## Galerie

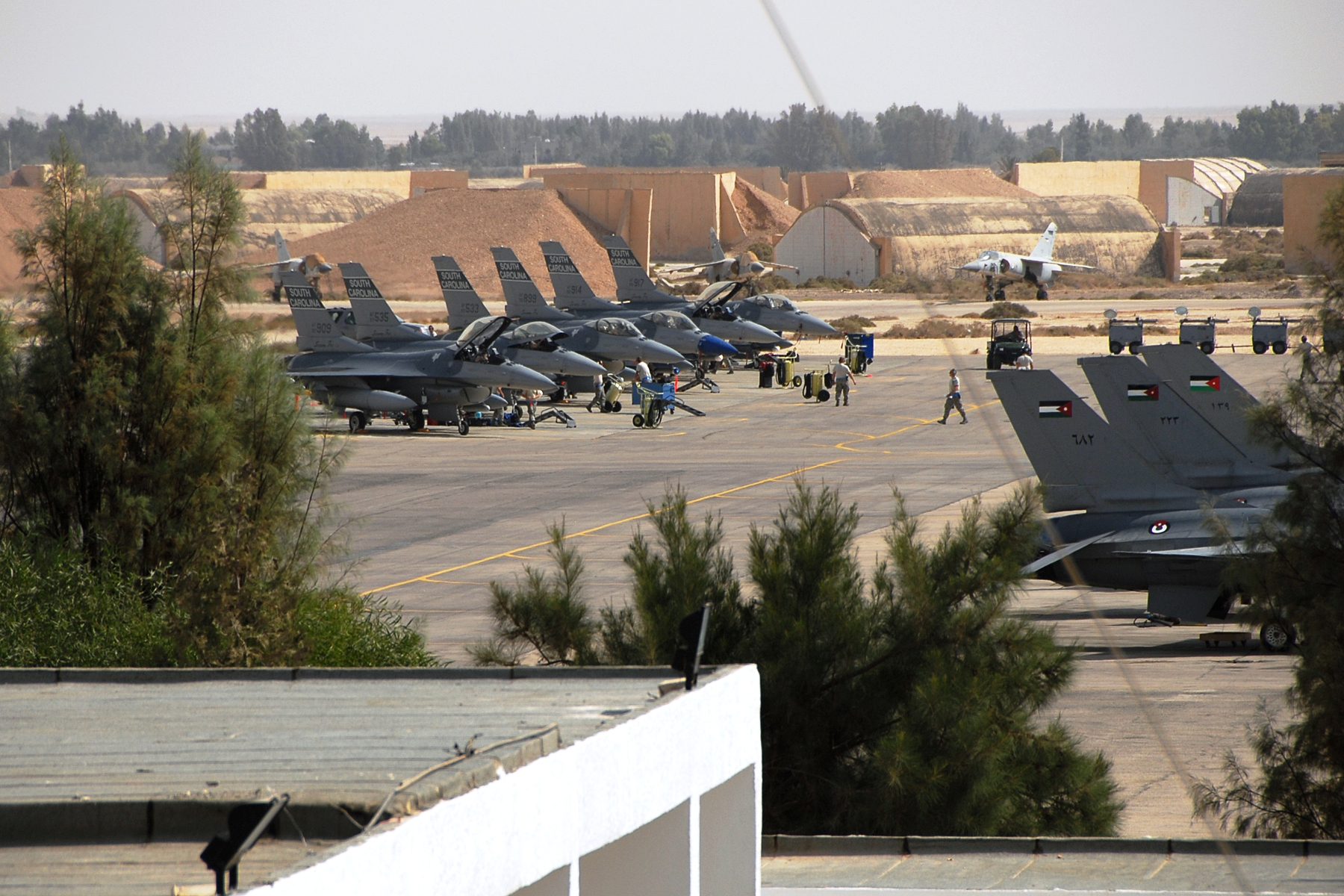
F-16 Jets der USAF und der RJAF auf der Air Base im Oktober 2009
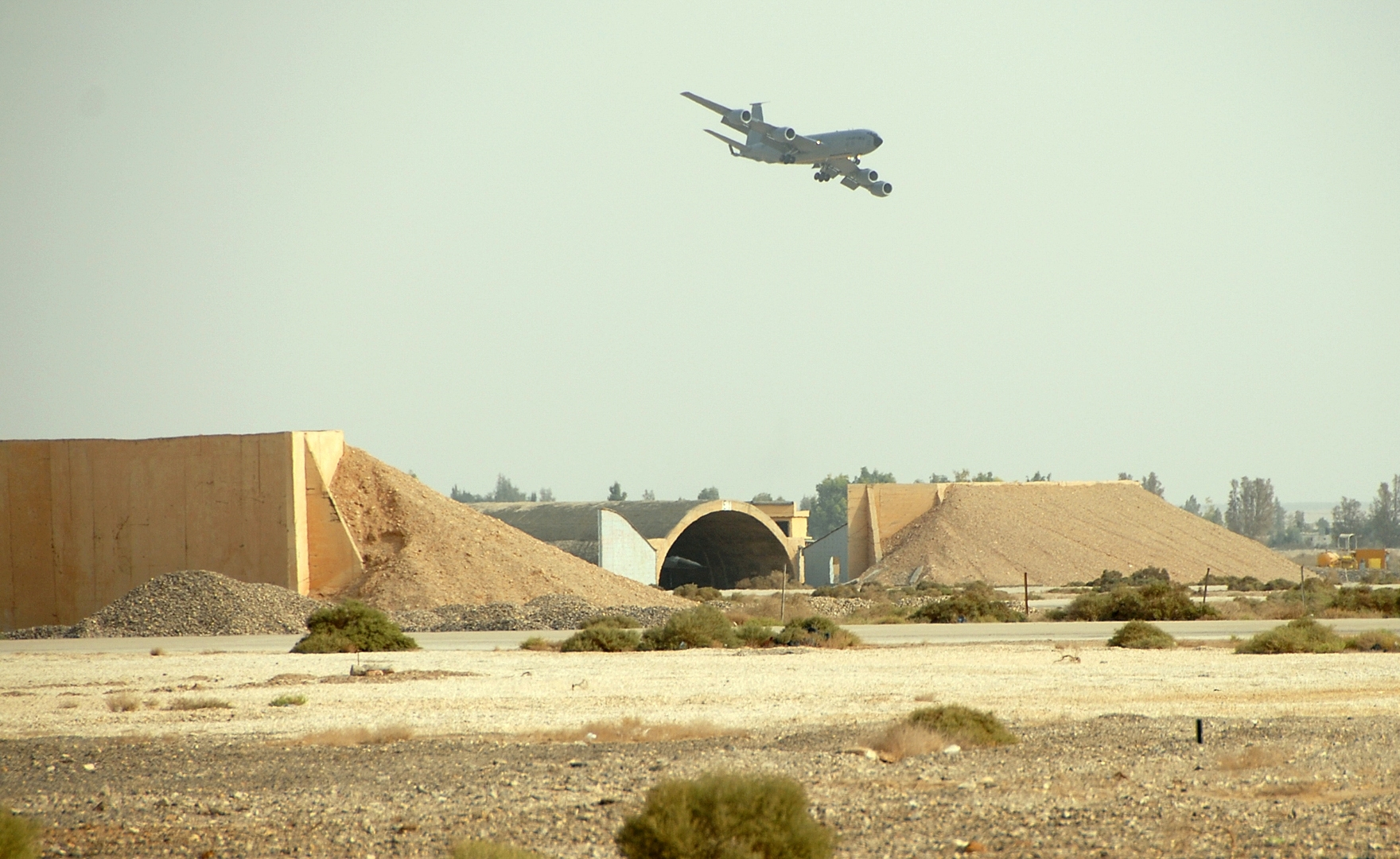
Ein KC-135 Stratotanker im Anflug auf die Air Base, Oktober 2009
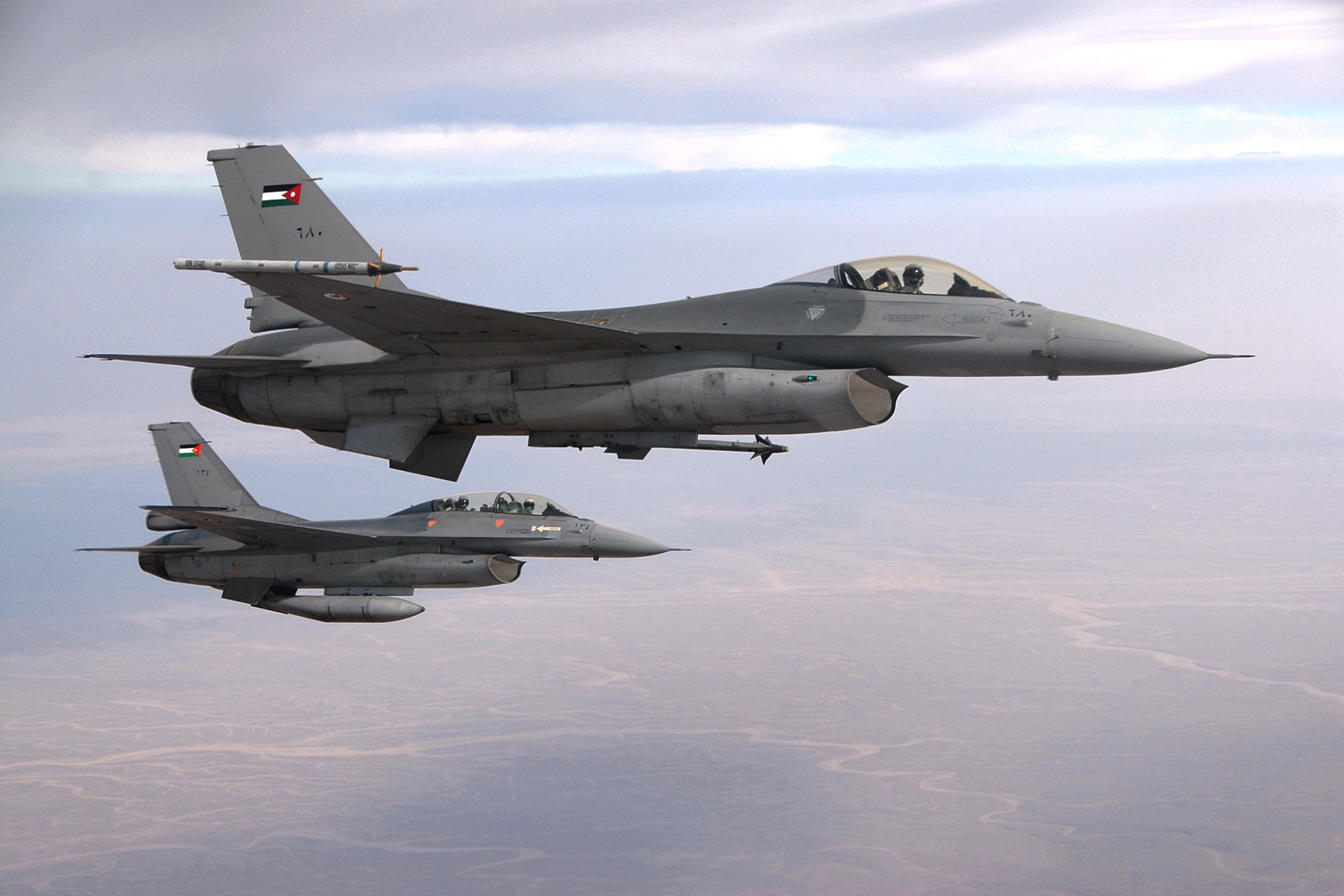
F-16A/B Fighting Falcon der RJAF, stationiert auf der Air Base